# دانشگاه کشاورزی و مهندسی آلاباما
دانشگاه کشاورزی و مهندسی آلاباما (به انگلیسی: Alabama Agricultural and Mechanical University) واقع در شهر «نرمال» در محله «مدیسون» در ایالت آلاباما، یک دانشگاه عمومی است که در سال ۱۸۷۵ تأسیس شده‌است.

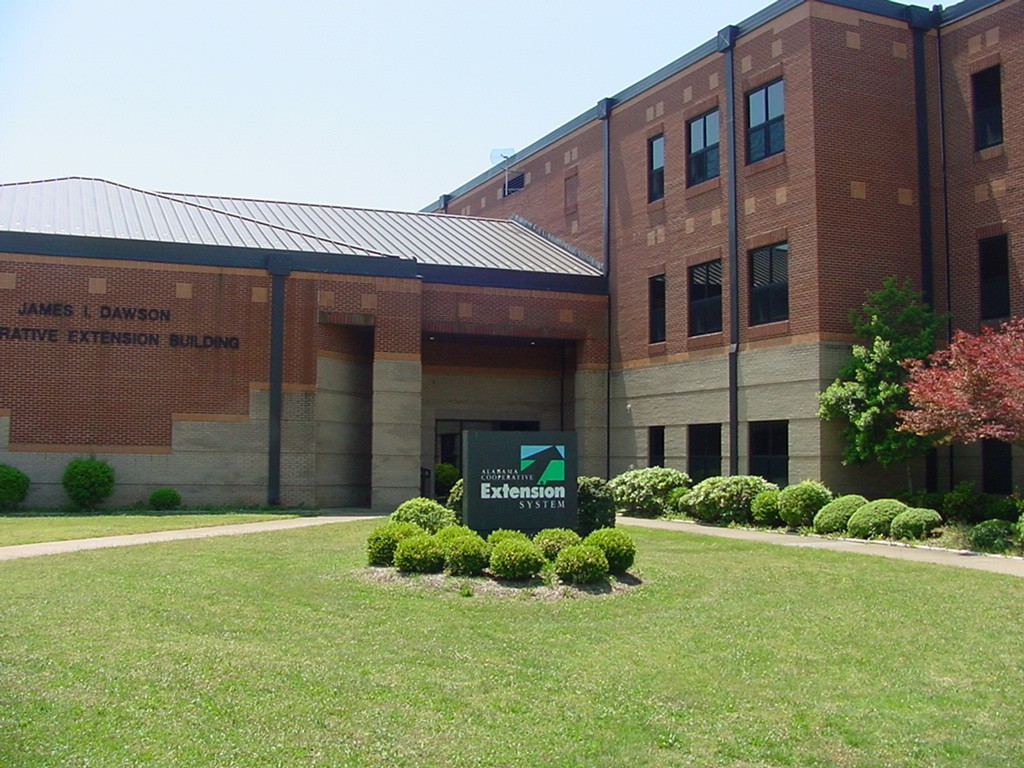
نمایی از ساختمان جمیز داوسن (ذفتر مرکزی توسعه همکاری)

## نگارخانه

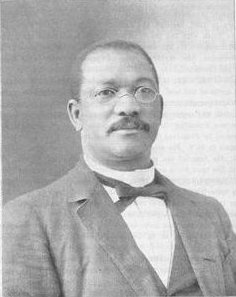
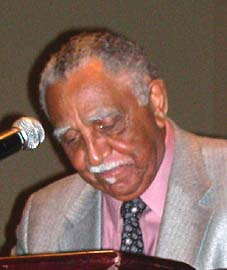
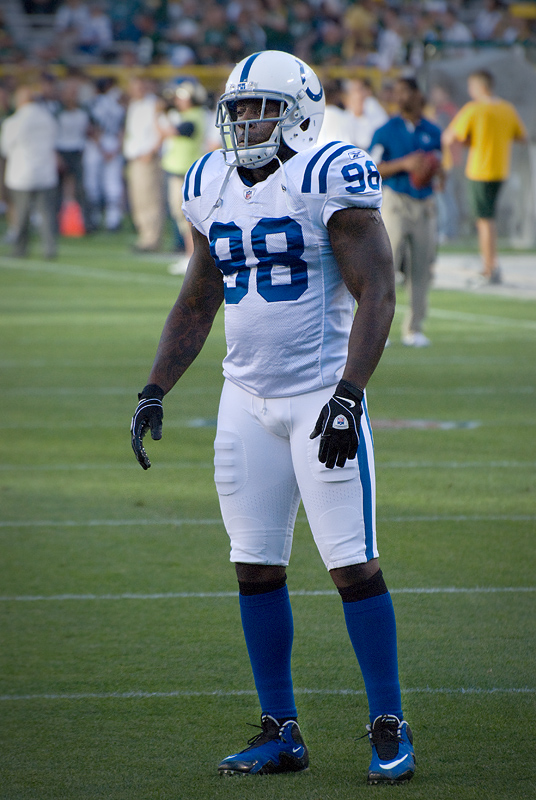
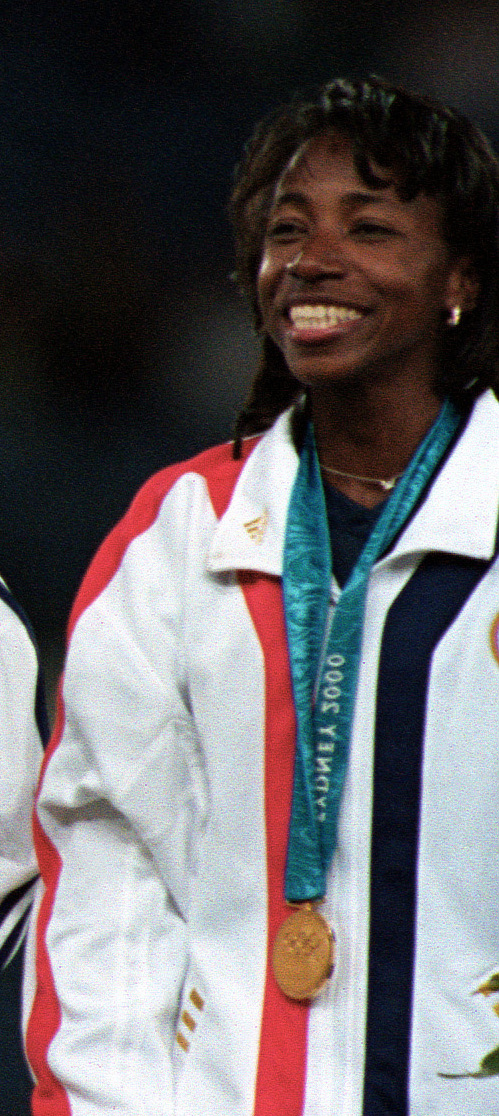
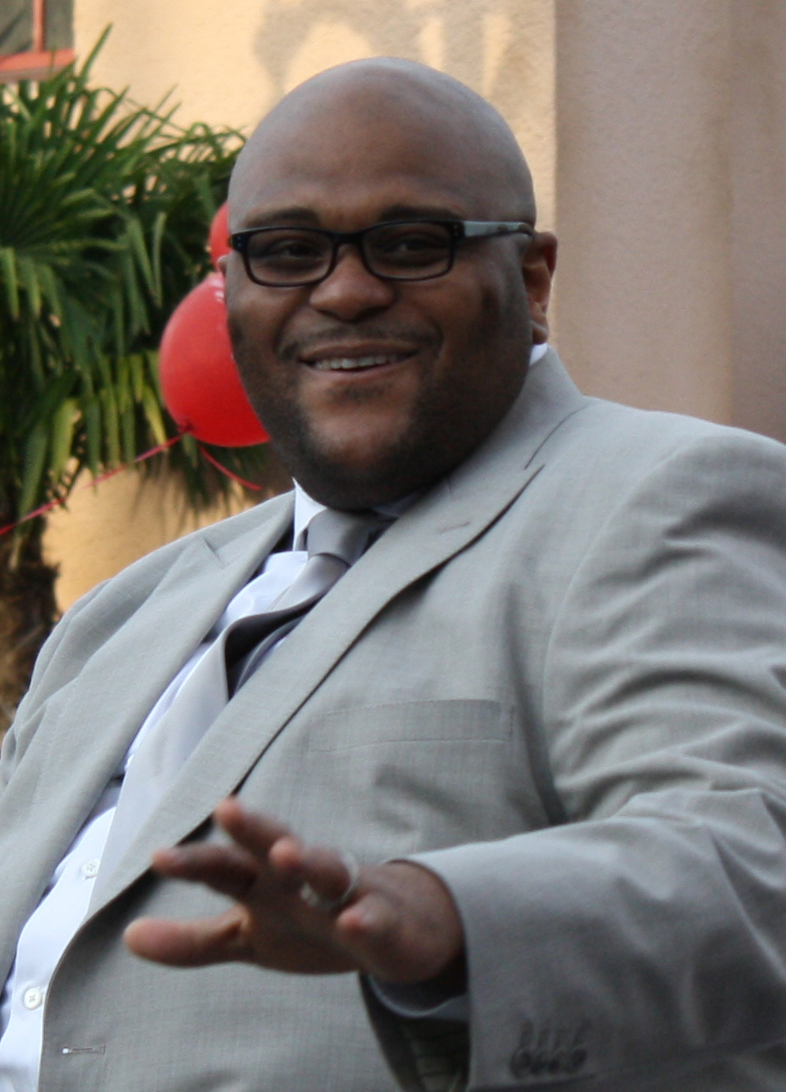
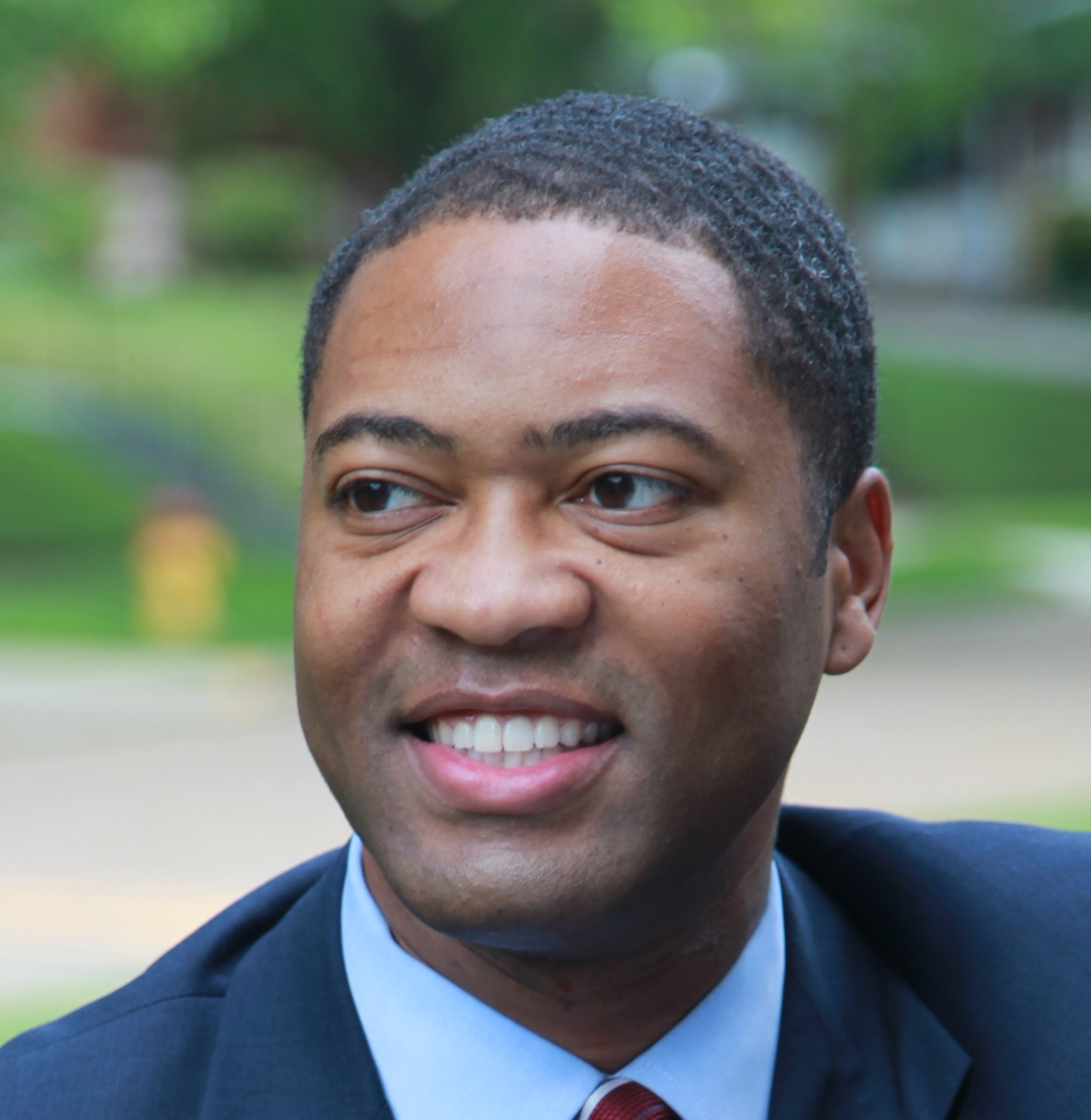
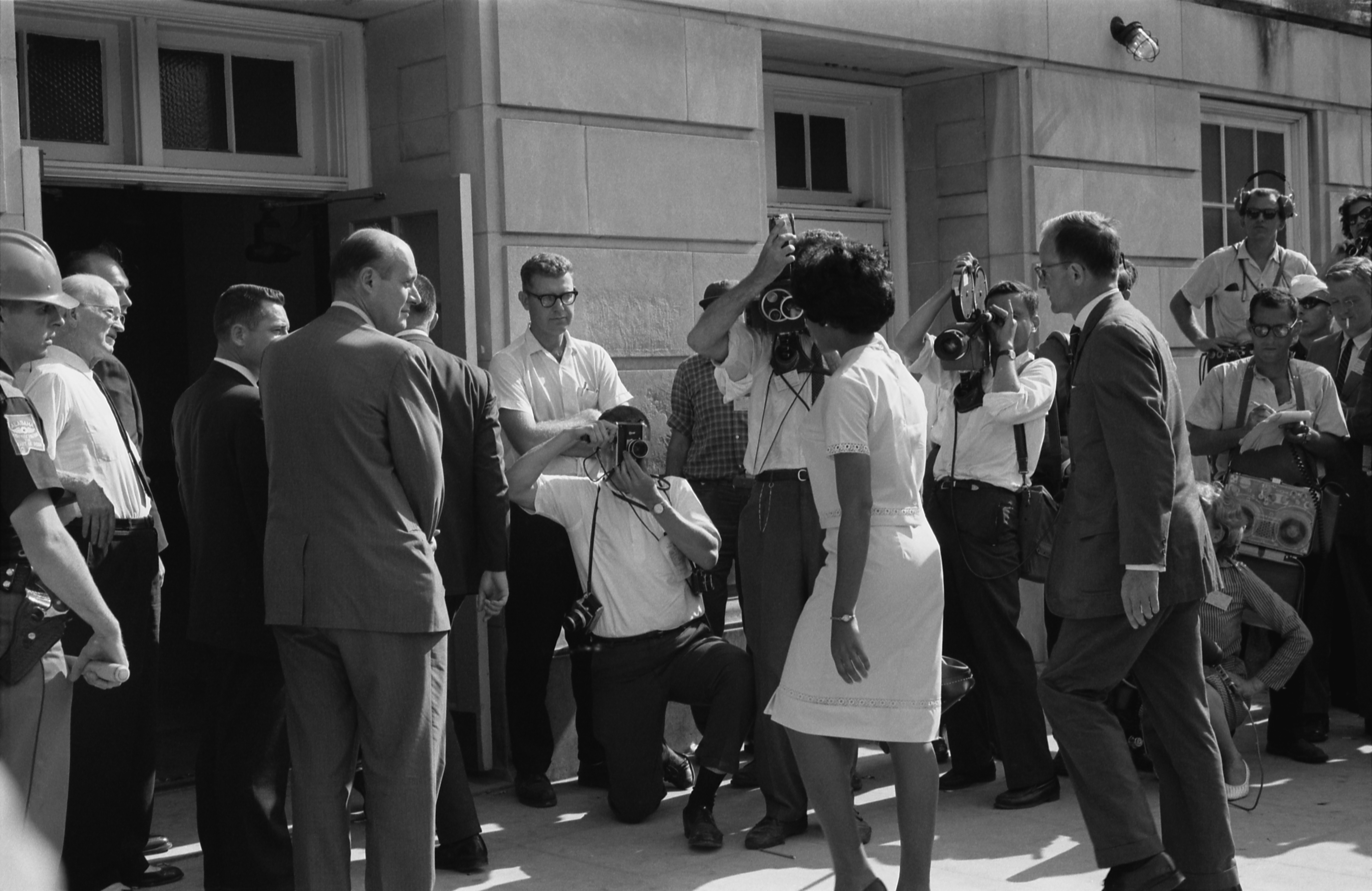
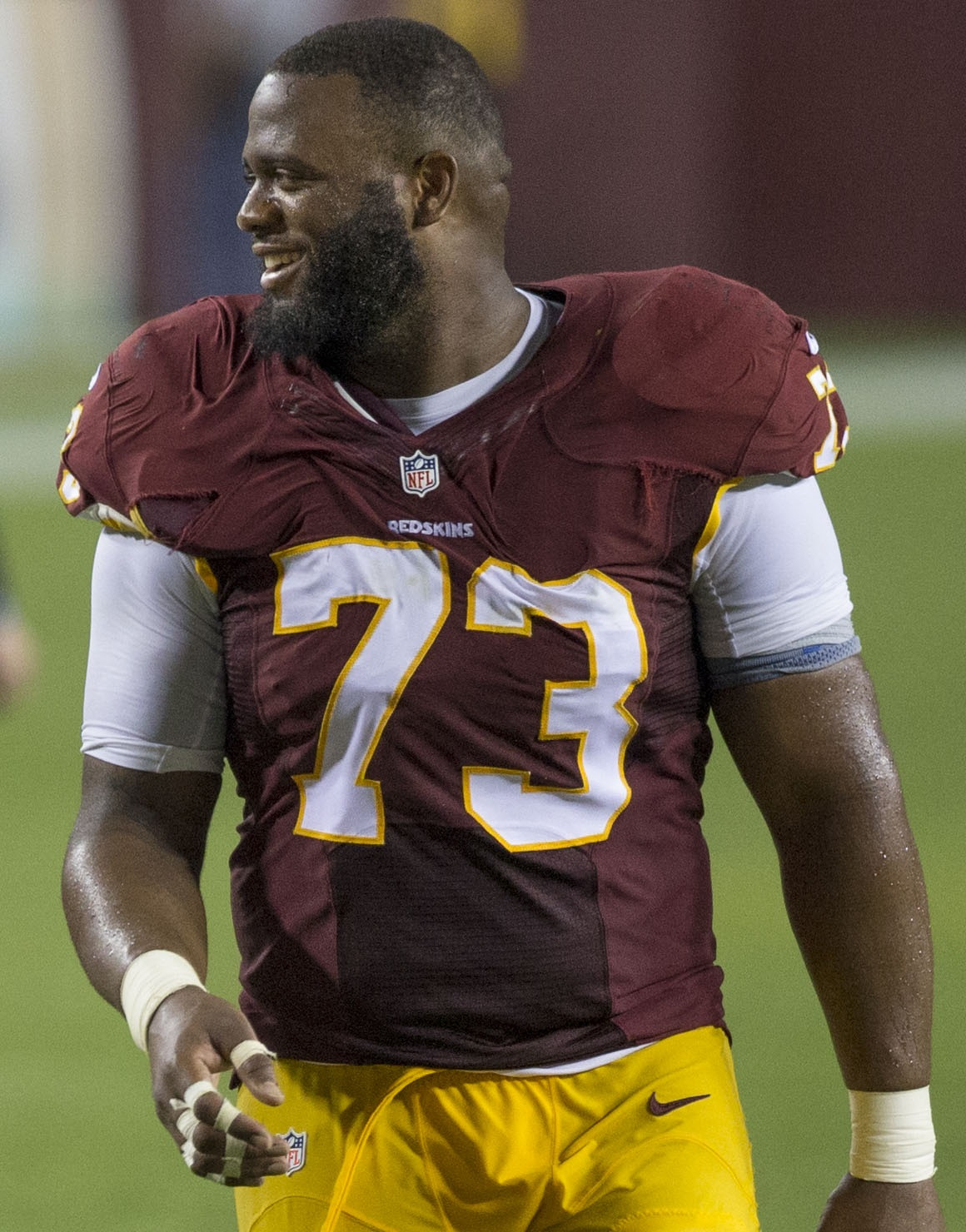